# Alexandre Henri Gabriel de Cassini
Pour les articles homonymes, voir Cassini.
Pour les autres membres de la famille, voir Famille Cassini.
Alexandre Henri Gabriel de Cassini, né à Paris le 9 mai 1781 et mort du choléra le 16 avril 1832, est un magistrat et botaniste français.

## Biographie
Entré dans la carrière judiciaire, il devient membre puis vice-président du Tribunal de 1re instance de la Seine en 1811. Il épouse Catherine de Riencourt (1783-1861). Conseiller et président de la Cour Royale de Paris et conseiller à la Cour de cassation, il est fait pair de France en 1831.
Il est élu Membre de l'Institut en 1827.
Fils de Jean-Dominique Cassini (Cassini IV), il est parfois appelé Cassini V pour marquer sa place dans la dynastie des Cassini.

## Œuvres
On lui doit des mémoires réunis sous le titre Opuscules phytologiques (1826), qui le firent admettre à l'Académie des sciences en 1827. Il a beaucoup travaillé sur la famille des Astéracées (ou Composées).
Il a également écrit un Dictionnaire des Sciences naturelles.